# Provincia Haut-Katanga
Provincia Haut-Katanga (Katanga Înaltă) este o unitate administrativă de gradul I  a Republicii Democrate Congo. Reședința sa este orașul Lubumbashi. 
Haut-Katanga este situată în partea sud-vestică a Republicii Democratice Congo. Ea este învecinată cu provinciile Kivu la nord, Kasaiul Oriental și cel Occidental la vest, Angola în sud-vest, Zambia în sud, iar în estul provinciei are ieșire la lacul Tanganyika.
Cele mai mari orașe ale provinciei sunt Kolwezi, Likasi, Kalemie, și, desigur capitala Lubumbashi. Cele mai mari lacuri ale provinciei sunt Tanganyika, Mweru, Upemba.

## Economie
În afară de districtul Witwatersrand din Republica Africa de Sud, provincia Katanga din Republica Democrată Congo este cea mai importantă regiune mineră de pe Continentul Negru. Pe terituriul acestei regiuni se află unele dintre vele mai mari zăcăminte de cupru din lume. Munca în domeniul mineritului și al sidelurgieii, relativ bine remunerată, acționează ca un magnet asupra populației din alte regiuni ale țării, încă de multă vreme. În 1955, la Lubumbashi a fost deschisă o universitate, a cărei scop principal a fost și rămîne formarea de ingineri minieri. Zona locală a extracției miniere se extinde de al orașul Kolwezi, în sud-vest, pînă la Mokambo, în sud-est. În zonă au fost descoperite resurse vaste de cupru, cobalt, zinc, diamante, precum și o serie de metale prețioase rar întîlnite în natură, precum germaniu, cadmiu, wolfram, niobiu, columbit.
Pe lîngă minerit, se mai practică și agricultura (mai slab dezvoltată); se cultivă porumb, bumbac, batate, manioc.

## Istoric
În 1960, fostul Congo Belgian și-a dobândit independența, iar Patrice Lumumba a devenir prim-ministru. Shaba, numită pe atunci încă Katanga, a emis la rîndul său pretenții de suveranitate. Guvernul de la Kinshasa nu a vrut să permită cu niciun preț detașarea bogatei provincii.
A izbucnit astfel un război sîngeros între tânăra armată congoleză și trupele Națiunilor Unite, pe de o parte, și grupările rebele din Katanga, conduse de Moise Chombe, pe de alta. Sprijiniți de niște trupe de elită de mercenari albi, adepții secesiunii a continuat lupta pînă în anul 1963, dar Katanga a revenit totuși, într-un final, între garanițele Republicii Democratice Congo.